# Georg Goëss
Georg Goëss (* 24. April 1938; † 29. Oktober 2015) war ein Offizier des Österreichischen Bundesheeres in Kärnten im Range eines Oberst.

## Leben
Oberst Georg Goëss wurde in der Zweiten Republik als Kommandant des Jägerregiments 7, als auch als Kommandant der 7. Jägerbrigade (für den Mobilmachungsfall) eingesetzt, diese Funktion hatte er von 1988 bis zu seinem Ruhestand 1996 inne. Aber auch nach seiner Pensionierung zeigte sein unermüdlicher Einsatz Wirkung – letztendlich wurde die 7. Jägerbrigade 1998 als aktiv präsenter Verband übernommen.
Oberst Goëss führte außerdem während des Konflikts im Jahr 1991 zwischen Slowenien und der damaligen jugoslawischen Volksarmee, den sogenannten „Sicherungseinsatz“, an der Kärntner Grenze an.
Darüber hinaus war Goëss im Bereich des Militärkommandos Kärnten in der Funktion eines Informationsoffiziers tätig. Mit seinem Führungsstil und seiner ruhigen besonnenen Art, die auch in schwierigen Einsatzsituationen den Zusammenhalt der Truppe förderten, galt er als vorbildhafter und für das Österreichische Bundesheer wertgeschätzter Offizier der Zweiten Republik.
Seinem Engagement war es außerdem zu verdanken, dass damals die 4. Kompanie des Jägerregiments 7, in einem Truppenversuch als erste Kaderkompanie richtungsweisend für das Österreichische Bundesheer aufgestellt wurde. Unter der besonderen Zielvorgabe „Einsatzstatus“ wurde ein Niveau erreicht, das heute noch seine Gültigkeit hat. Durch diese Qualität hat das Jägerregiment 7 sich damals jene Position erarbeitet, die das gekaderte Jägerbataillon 25 heute im Rahmen der Streitkräfte immer wieder erfolgreich unter Beweis stellen kann. Größten Wert hat Oberst Goëss auch auf die Verbesserung der Luftlandefähigkeit gelegt. Ein Fallschirm-Springer-Aufklärungszug wurde auf sein Betreiben aus Kaderangehörigen aller Kompanien gebildet. Dadurch wurden sowohl die Grundlage für einen besseren inneren Zusammenhalt, als auch die Basis für den Aufbau der heutigen Fallschirmkapazitäten des Bataillons gelegt.
Alle Kaderpräsenzeinheiten im Österreichischen Bundesheer sind seiner damaligen Weitsicht, vor allem aber seiner hartnäckigen Verhandlungsführung mit der Wiener Ministerialbürokratie zu verdanken.

## Georg Goëss-Kaserne
Nach einem Beschluss im Nationalrat im Oktober 2022, beauftragte Verteidigungsministerin Klaudia Tanner die „Militärische Denkmalkommission“ sich mit der Umbenennung der „Windisch-Kaserne“ in Klagenfurt zu beschäftigen. Die Kommission arbeitete insgesamt drei Vorschläge aus. Unter Einbindung der Landesregierung Kärnten sowie der Landeshauptstadt Klagenfurt, fiel die Entscheidung letztlich auf den Namen Goëss und damit auf Georg Goess-Kaserne.

## Auszeichnungen
- Großes Goldenenes Ehrenzeichen des Landes Kärnten